# Skydebanemuren
Skydebanemuren er en borg-lignende mur flankeret af to boligejendomme som ligger mellem Skydebanehaven og Istedgade på det centrale Vesterbro i København. Muren blev konstrueret som kuglefang i forbindelse med etableringen af Istedgade for at beskytte trafikken langs den nye gade mod projektiler fra Den Kgl. Skydebane, som lå hvor Skydebanehaven ligger i dag. Muren danner point de vue for Skydebanegade, der med sine ensartede, rigt udsmykkede huse udgår fra den modsatte side af Istedgade.

## Historie
Den Kgl. Skydebane optog fra 1782 et større areal uden for Københavns daværende Vesterport, som strakte sig fra den nuværende Vesterbrogade og helt ud til Kalveboderne. Efter voldenes sløjfning begyndte Vesterbro at udvikle sig til en ny tæt bydel. Da det Det Kongelige Kjøbenhavnske Skydeselskab og Danske Broderskab, som ejede skydebanen, ikke ønskede at forlade området, valgte Københavns Kommune at ekspropriere den del som lå tættest på kysten og anlagde Istedgade som en ny hovedfærdselsåre i området. 
For at beskytte den nyanlagte gade mod vildfarne projektiler fra det tilbageblevne skydeterræn valgte man at bygge Skydebanemuren. Den blev tegnet af arkitekten Ludvig Knudsen og opført i 1887. 
I 1948 købte Skydeselskabet Sølyst i Klampenborg, og i 1949 flyttede Skydeselskabet fra Vesterbro til Klampenborg og Københavns Kommune overtog anlægget.
Skydebanemuren blev fredet i 1982.

## Arkitektur
Skydebanemuren er tegnet i en borglignende, nygotisk stil og er opført i røde teglsten. Blandt de mange dekorative detaljer kan nævnes to fialer som flankerer den centrale åbning samt fyldninger. Selve muren ligger tilbagetrukket fra Istedgade, men flankeres af to boligejendomme med Sidegavle mod gaden som er en integreret del af muren.